# Masque de protection FFP
Pour les articles homonymes, voir Masque (homonymie) et FFP.
Un masque de protection FFP (filtering facepiece, littéralement « pièce faciale filtrante »), aussi appelé appareil de protection respiratoire jetable filtrant contre les particules, ou plus simplement masque à particules, est un type de masque de protection respiratoire filtrant qui sert essentiellement de protection contre les particules ainsi que contre diverses maladies transmissibles dans l'air. C'est un équipement de protection individuelle utilisé par du personnel soignant pour se protéger des contaminations, mais aussi par toute personne que le travail expose à des particules fines (sciure de bois, ponçage, limailles métalliques, démolition, désamiantage par exemple).
De type « demi-masque », c'est-à-dire couvrant le menton, le nez et la bouche, ce masque est soumis au respect de normes ainsi et de tests d'efficacité (taux de filtration ; taux de fuite vers l'intérieur). La norme EN 149 définit trois classes d'efficacité de filtration pour ces masques, à savoir FFP1, FFP2 et FFP3.
En raison de sa nature particulière son utilisation demande diverses précautions d'utilisation.

## Précautions d'utilisation
À la différence du masque chirurgical qui empêche principalement les gouttelettes émises par le porteur de se propager à l'extérieur, le masque FFP doit être parfaitement ajusté sur le visage. Alors il protège son porteur contre l'inhalation d'agents infectieux ou de microparticules. 

Attention : Le modèle équipé d'une valve permet une expiration à moindre effort, mais perd sa fonction de barrière entre le porteur et autrui ou son environnement,.
Si l'utilisateur ventile peu par rapport au volume entre le masque et le visage (cas d'une respiration au repos pour une personne de faible constitution), le dioxyde de carbone restant dans ce volume peut être insuffisamment dilué par l'air neuf lors de l'inspiration. La concentration de dioxyde de carbone dans l'air respirable peut devenir supérieure à la concentration maximale autorisée. La concentration peut dépasser 3 %,,. Valeur d'exposition moyenne pondérée = 0,5 % (8 heures) 1,4% (quinze minutes)). Si les travailleurs utilisent des masques pendant de nombreuses heures, ils peuvent avoir des maux de tête et tomber malades. Le problème est similaire pour les tubas et certains masques de plongée. Les respirateurs utilisés dans l'industrie envoient de l'air mécaniquement pour pallier ce problème, mais une respiration correcte suffit à l'éviter. En ce qui concerne l’oxygène, la respiration ne consomme que 4 à 5 % de l’oxygène de l'air. Après une respiration, l'air contient encore plus de 16 % d'oxygène : il est encore respirable.
Les porteurs de masque peuvent aussi développer des dermatites, de l'acné.

## Types

### Masque FFP1

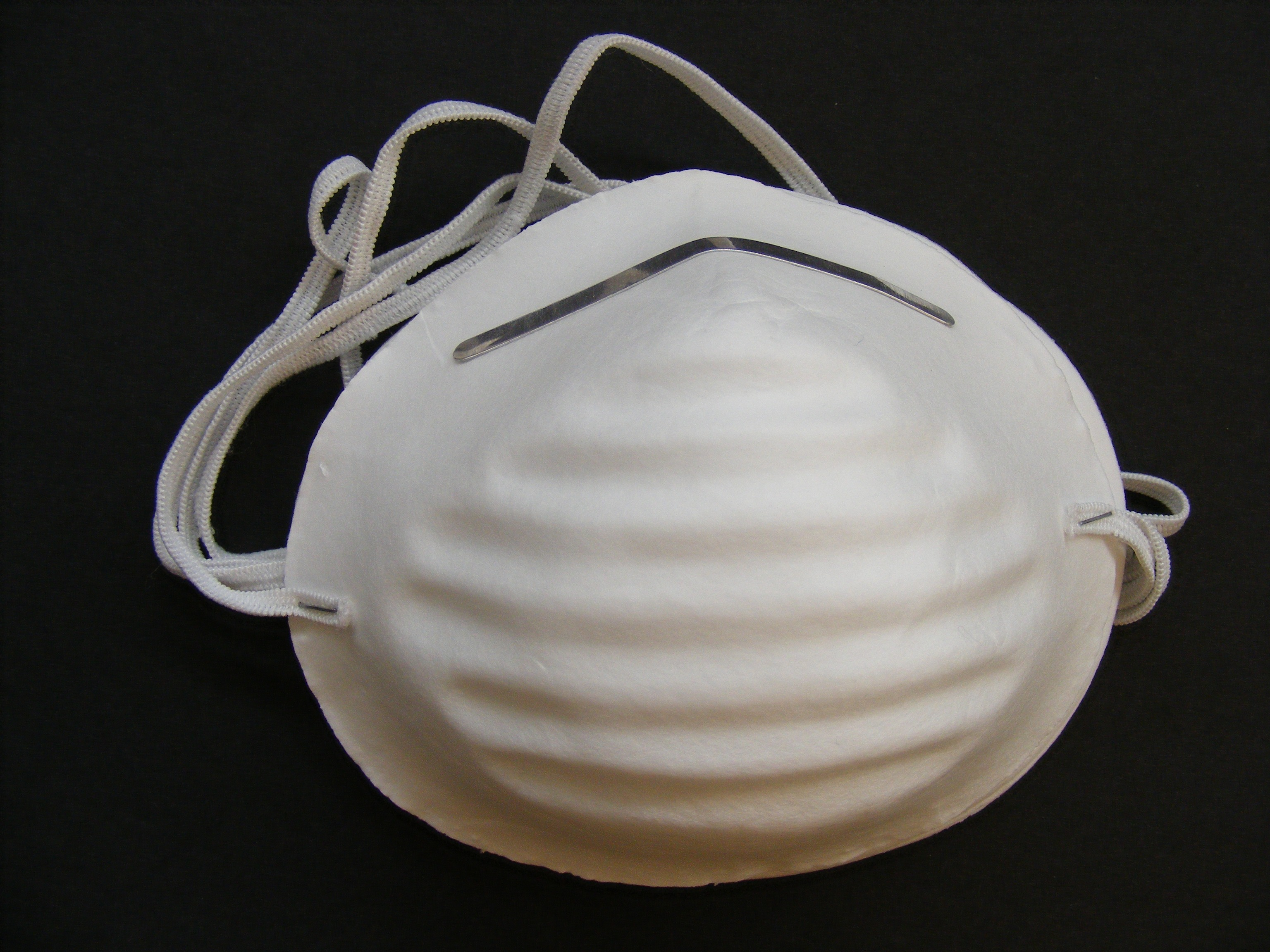
Un masque anti-poussière FFP1.

Il s'agit du masque le moins filtrant des trois.
- Pourcentage de filtration d'aérosols : 80 % au minimum.
- Pourcentage de fuite vers l'intérieur : 22 % au maximum[10].

Il est principalement utilisé comme masque anti-poussières (très efficace pour le bricolage ou travaux divers). Les poussières peuvent en effet causer des maladies pulmonaires, telles que la silicose, l'anthracose, asbestose et la sidérose (plus particulièrement les poussières de charbon, silice, minerais de fer, zinc, aluminium ou encore le ciment).
Les fabricants utilisent des élastiques de couleur jaune pour l'identifier.

### Masque FFP2

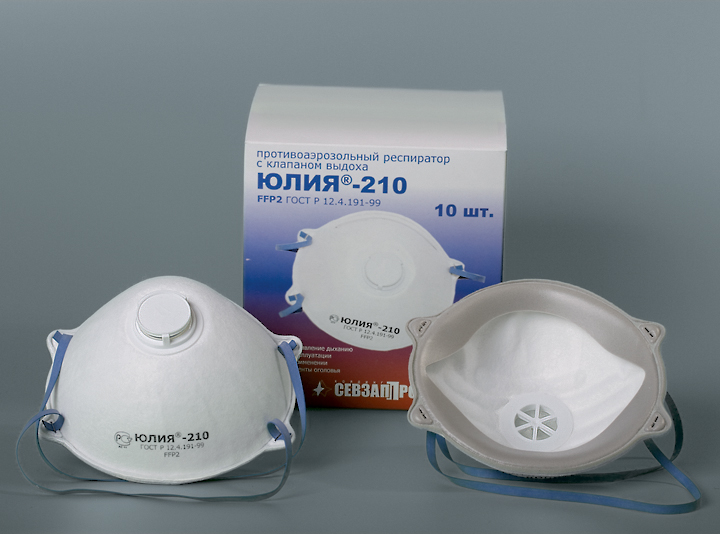
Des masques FFP2 (ici dans une version avec valve ; filtrant 94 % des particules, mais uniquement dans le sens extérieur → intérieur),

- Pourcentage de filtration d'aérosols : 94 % au minimum.
- Pourcentage de fuite vers l'intérieur : 8 % au maximum[10].

Ce masque permet une protection dans divers domaines tels que l'industrie du verre, la fonderie, le bâtiment, l'industrie pharmaceutique et l'agriculture. Il arrête en effet les substances chimiques en poudre. Ce masque peut aussi servir de protection contre les particules virales comme ceux de la grippe aviaire ou du syndrome respiratoire aigu sévère (SRAS), ou contre les bactéries de la peste pulmonaire et de la tuberculose.
Les fabricants utilisent des élastiques de couleur blanche ou bleue pour l'identifier.
Au début de l'année 2020, ces masques connaissent une forte demande de la part des particuliers mais également des professionnels de la santé, conséquence de la pandémie de Covid-19.
Dans de nombreux États, dès mars 2020, les stocks de masques FFP2 sont réquisitionnés par le gouvernement car prioritairement nécessaires pour les professionnels de la santé traitant les patients atteints ou susceptibles d'être atteints par la maladie à coronavirus 2019.
Ses équivalences proches sont : le masque de protection N95 pour la zone américaine, le masque de protection KN95 pour la Chine.

### Masque FFP3

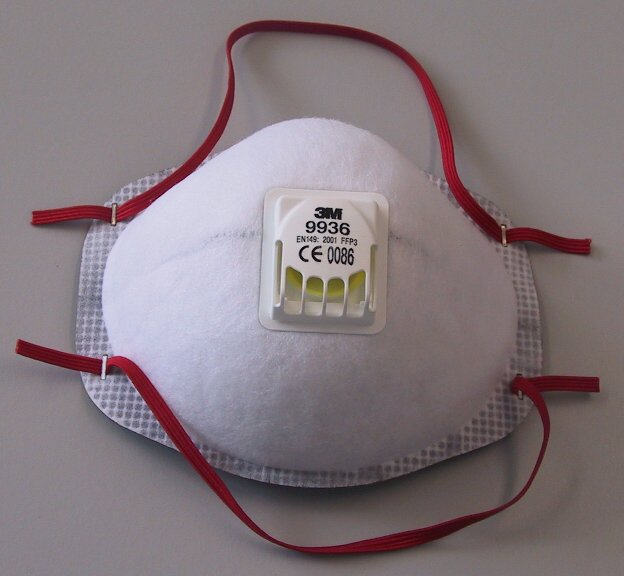
Un masque FFP3, dans sa version avec valve, prévu pour le bricolage ou l'industrie. Comme le rappelle l'INRS, un masque à valve ne protège que son porteur,.
Dans ce modèle à soupape une valve s'ouvre à chaque expiration et se ferme à l'inspiration, donc l'air expiré par le porteur à travers la « soupape » est susceptible de contaminer l'environnement extérieur, (si le porteur expire des particules infectieuses virales et/ou des bactériennes ou mycobactériennes), surtout s'il éternue, tousse, crie ou même parle dans son masque.
Pour le contexte médical ou pandémique, ce même type de masque existe sans valve.

- Pourcentage de filtration d'aérosols : 99 % au minimum pour EN 149-FFP3. Et 99,95 % pour EN 143-P3[12].
- Pourcentage de fuite vers l'intérieur : 2 % au maximum[10].

Le masque FFP3 est le plus filtrant des masques FFP. Il protège des très fines particules d'amiante (asbestose) ou de silice (silicose) mais pas des gaz nocifs comme ceux émis par les véhicules en ville, tels que les oxydes d'azote ou le monoxyde de carbone (voir alors masque à gaz).
Les fabricants utilisent des élastiques de couleur rouge pour l'identifier.

## Comparaison des types de masques selon les normes européennes (FFP)
La norme européenne EN 143 définit 3 différentes classes de masque par le type de filtre à particules qui peut être fixé ou caractérisé sur un masque facial chirurgical ou industriel : P1 (filtrage à 78 %), P2 (filtrage à 92 %) P3 (filtrage à 98 %).
La norme européenne EN 149 définit les classes suivantes de « demi-masques filtrants » ou « masques filtrants » (FFP), c'est-à-dire les masques construits entièrement ou entièrement en matériau filtrant: 
| Classe | Limite de pénétration du filtre (à 95 l./min débit d'air)    | Débit de Fuite à l'inspiration | Fonction |
| ------ | ------------------------------------------------------------ | ------------------------------ | --- |
| FFP1   | Filtre au moins 78 % des particules en suspension dans l'air | < 22 %                         | Antipoussière |
| FFP2   | Filtre au moins 92 % des particules dans l'air               | < 8 %                          | Contre les virus de la grippe, l'influenzavirus B, la grippe aviaire, le SARS-CoV, le SARS-CoV-2, Yersinia pestis, Mycobacterium tuberculosis ainsi que les utilisations indiquées dans FFP1 |
| FFP3   | Filtre au moins 98 % des particules dans l'air               | < 2 %                          | Contre de très fines particules, par exemple, l'amiante et la céramique, les procédures médicales qui génèrent des aérosols (intubation endotrachéale, bronchoscopie, Wash bronoco-Ventilation alvéolaire manuellement avant l'intubation, la ventilation non invasive, trachéotomie et utilisations mentionnées dans FFP1 et FFP2). |

Les normes européennes EN 143 et EN 149 testent la pénétration des filtres avec des aérosols secs de chlorure de sodium et d'huile de paraffine après avoir stocké les filtres à 70 °C et –30 °C pendant 24 heures chacun.  
Les normes comprennent des tests de résistance mécanique, de résistance à la respiration et d'obstruction.  
La norme EN 149 teste la fuite vers l'intérieur entre le masque et le visage, où dix sujets humains effectuent 5 exercices chacun et pour 8 personnes, la fuite vers l'intérieur moyenne mesurée ne doit pas dépasser 22 %, 8 % et 2 % respectivement, comme indiqué ci-dessus.
| Masque :                    | FFP1                | FFP2                      | FFP3                     | Chirurgical                  | En tissu                                                |
| --------------------------- | ------------------- | ------------------------- | ------------------------ | ---------------------------- | ------------------------------------------------------- |
| Filtration bactérienne      | ?                   |                           |                          | Type I > 95 % Type II > 98 % | Peu spécifiée                                           |
| Filtration virus / aérosols | > 80 %              | > 94 %                    | > 99 %                   | ?                            | Souvent : < 70 % Catégorie II : 70 % Catégorie I : 90 % |
| Protection de l'utilisateur | Oui pour poussières | Oui pour bactéries, virus | Oui pour virus, aérosols | Partiel                      | Partiel                                                 |
| Protection des proches      | Faible              | Non si valve              | Non si valve             | Oui                          | Partiel                                                 |
| Usage à l'hôpital           | Non                 | Oui                       | Possible                 | Oui                          | Non                                                     |

## Résistance respiratoire
L'ajout d'une soupape a une fonction de confort respiratoire. Grâce à l'expiration facilitée par la soupape, l'humidité (hygrométrie) qu'elle contient se condense moins dans le masque et risque moins de se déposer dans le filtre, qui devient moins perméable et désagréable à porter. Néanmoins, l'ajout d'une valve augmente le risque de dysfonctionnement et donc un risque d'infiltration de virus, bactérie, mycobactérie ou de particule toxique.
Si les avantages et les désavantages des soupapes s'équilibrent à peu près pour les masques FFP1 et FFP2, la durée d'utilisation doit également être prise en compte. 
Pour les FFP3, l'utilisation d'une soupape est préférable, car ses épaisses couches filtrantes rendent la respiration plus difficile. C'est pourquoi la majorité des FFP3 est proposée avec une soupape intégrée.
Attention :   comme le rappelle l'INRS,, la soupape laissant sortir l'air expiré sans le filtrer, ces masques sont protecteurs pour le porteur, mais absolument pas pour son entourage.
Les résistances respiratoires sont mesurées à l'inspiration et à l'expiration, elles sont mesurées en millibars (mbar) :
- FFP1 : pour une inspiration à 30 l/min, la résistance est inférieure à 0,6 mbar, à 95 l/min inférieure à 2,1 mbar ; pour une expiration à 160 l/min, la résistance est inférieure à 3,0 mbar ;
- FFP2 : pour une inspiration à 30 l/min, la résistance est inférieure 0,7 mbar, à 95 l/min inférieure à 2,4 mbar ; pour une expiration à 160 l/min, la résistance est inférieure à 3,0 mbar ;
- FFP3 : pour une inspiration à 30 l/min, la résistance est inférieure à 1 mbar, à 95 l/min inférieure à 3 mbar ; pour une expiration à 160 l/min, la résistance est inférieure à 3,0 mbar.

## Bonnes pratiques de pose et d'élimination
Le masque doit être aussi bien ajusté que possible au visage ; une languette métallique permet de l'ajuster à l'arête du nez (la barbe épaisse n'est pas recommandée et les élastiques doivent être raccourcis par un nœud pour les enfants)
S'il doit protéger de maladies infectieuses, il ne sera efficace qu'en combinaison avec un lavage des mains fréquent et efficace. Bien se laver les mains avant de le poser ; ne pas toucher le masque durant son utilisation (ou se nettoyer les mains sans attendre) et changer de masque quand il est humide. Il ne doit jamais être porté sur le front, sur le cou ou dans la poche, au risque de contaminer son porteur en cas de repositionnement. Il doit être retiré en le prenant par l'arrière (par les élastiques, sans toucher l'avant du masque) puis jeté dans un bac fermé approprié avant un nouveau lavage des mains.

## Contexte normatif
Les masques FFP doivent répondre à certaines exigences. Pour qu'ils soient qualifiés de FFP, il est nécessaire que les masques répondent à la norme EN 149.

### Norme EN 149
Cette norme européenne dont la première version date de 2001 fixe les caractéristiques minimales des appareils de protection respiratoire. Elle comprend des tests de laboratoire, des tests pratiques et certaines exigences pour assurer la conformité des masques. Les points suivants sont analysés :
- emballage ;
- matériaux : résistance aux manipulations ;
- essai pratique des performances ;
- fuite : fuite totale vers l'intérieur et la pénétration du matériau filtrant.

Voici quelques organismes européens qui délivrent, après étude des masques, un certificat d'examen qui atteste la conformité et spécifie les caractéristiques des produits :
- INRS puis APAVE en France ;
- Inspec en Royaume-Uni ;
- Fachausschuss en Allemagne.

### Version 2009 de la norme EN 149
Avec la publication de la version 2009 de la norme, la désignation du masque de protection respiratoire est désormais « demi-masque filtrant contre les particules ». Le sigle NR ou R est à ajouter après FFP1, FFP2, FFP3 :
1. NR (« non-reusable ») : si l'utilisation du demi-masque filtrant est limitée à une journée de travail. Il est non réutilisable ;
2. R (« reusable ») : si le demi-masque filtrant est utilisable plus d'une journée de travail. Il est donc réutilisable.

La lettre D est rajoutée lorsque le demi-masque a passé le test à la poussière de Dolomie avec succès. Ce test permet d'assurer que la résistance à l'inspiration restera en dessous des valeurs prescrites par la norme EN 149 pour la durée de vie du masque (NR ou R). Par exemple, un masque marqué « FFP3 NR D » sera utilisable pour un filtrage niveau (P3) sur une journée de travail (NR) sans colmatage (D).
La présence de valve peut être indiquée avec la lettre V. Les lettres S ou L précisent respectivement la filtration des poussières solides ou liquides.
Les masques fabriqués avant la prise en compte de la nouvelle norme peuvent avoir encore l'ancien marquage.

### Mentions légales
Les masques respiratoires FFP sont considérés comme des équipements de protection individuelle (EPI). Voici les mentions légales qui doivent obligatoirement figurer sur chaque masque :
1. Nom du fabricant ;
2. Référence du masque ;
3. CE numéro de l'organisme certificateur + EN 149:2009 + la classe du masque (FFP1, FFP2 ou FFP3) + sigle (NR ou R).

Le marquage doit répondre à la directive 89/686/CEE régissant les EPI. Si l'une de ces mentions est manquante, le masque est considéré comme non conforme.